# Nationale weg 371 (Japan)
Autoweg 371 (国道371号, Kokudō Sanbyaku-nanajūichi-gō) is een Japanse nationale autoweg die de stad Kawachinagano (prefectuur Osaka) verbindt met de gemeente Kushimoto (prefectuur Wakayama). De autoweg werd in gebruik genomen in 1975.

## Overzicht
- Lengte: 200 km
- Beginpunt: Kawachinagano, prefectuur Osaka (Autoweg 170 en Autoweg 310)
- Eindpunt: Kushimoto, prefectuur Wakayama. (Autoweg 42)

## Gemeenten waar de autoweg passeert
- prefectuur Osaka
  - Kawachinagano
- prefectuur Wakayama
  - Hashimoto – Koya (District Ito) – Katsuragi (District Ito) – Aridagawa (District Arida) – Tanabe – Kozagawa (District Higashimuro) – Kushimoto
- prefectuur Nara
  - Nosegawa (district Yoshino)

## Aansluitingen
- Autoweg 170 en Autoweg 310 (Kawachinagano)
- Autoweg 24, Keinawa-autosnelweg en Autoweg 370 (Hashimoto)
- Autoweg 480 (Koya en Katsuragi)
- Autoweg 425 (Tanabe)
- Autoweg 311 (Tanabe)
- Autoweg 42 (Kushimoto)